# Comté de Schaunberg
 (mai 2025).
Milieu du XIIe siècle – 1559
Schaunberg désigne un comté de l'(archi)duché d'Autriche, dans le Hausruckviertel, où se trouve le siège de la famille du même nom, le château de Schaunberg, aujourd'hui en ruines. La maison de Schaunberg s'éteint dans la lignée masculine en 1559.

## Histoire
Les Schaunberg, descendants des seigneurs libres de Julbach (sur l'Inn), reçoivent le péage d'Aschach an der Donau de l'empereur Frédéric Barberousse au milieu du XIIe siècle en tant que fief impérial lucratif, et quelques années plus tard, Heinricus de Scovenberch (documenté comme tel en 1160) fait construire un château non loin d'Aschach, qui devient le centre éponyme du territoire. Les Schaunberg règnent au cours du XIIIe siècle essentiellement entre le Kürnberg et le Sauwald ainsi que le Danube et le Hausruck. Les comtes de Schaunberg, mentionnés dans un document dès 1316, parlent de ce territoire comme de « terra nostra » ; c'était un comté avec ses propres droits fonciers et un statut spécial dans le duché d'Autriche au-dessus de l'Enns. La ville d'Eferding, que les Schaunberg achètent à l'évêque de Passau Albert III de Winkel en 1367, connaît une croissance importante sous leur domination. Au sommet du pouvoir se trouve la famille d'Ulrich Ier de Schaunberg, un proche confident du duc Rodolphe IV, qui fut gouverneur de l'Enns de 1369 à 1373.
En 1380, le duc Albert III d'Autriche décide de mettre un terme aux efforts des Schaunberg d'avoir un pays indépendant. Dans la querelle de Schaunberg (1380-1390), il occupe tous leurs châteaux du Danube ainsi que la ville d'Eferding ; cependant, il assiège en vain le château de Schaunberg. Henri de Schaunberg doit se soumettre et donner ses domaines à l'Autriche. Cette défaite est scellée par une série de traités, dont la sentence arbitrale du 28 février 1383 par une cour de princes impériaux. En 1388, cependant, le comte Henri se sent à nouveau assez fort pour se rebeller contre les Habsbourg ; après plus ou moins de succès, il finit par se soumettre et, en 1390, doit finalement prêter serment de soumission avec le duc.
Les Schaunberg maintiennent une certaine position spéciale pendant environ un siècle. Entre autres choses, Frédéric V de Schaunberg est archevêque de Salzbourg de 1489 à 1494. Seulement sous les empereurs Frédéric III et Maximilien, les Habsbourg réussissent à restreindre les droits spéciaux des Schaunberg ; En 1548, les Schaunberg, devenus luthériens pendant la Réforme, perdent leurs États impériaux, en 1559 ils s'éteignent avec le comte Wolfgang de Schaunberg et sont hérités par les Starhemberg par l'intermédiaire de sa sœur Anna.
Le terme Landl, qui était le nom de l'actuel Hausruckviertel jusqu'au XVIIIe siècle, est également dérivé du comté de Schaunberg.

## Liste des comtes de Schaunberg
Les comtes de Schaunberg dérivent des nobles de Julbach. Depuis Henri IV (1316), ceux-ci se sont également appelés von Schaunburg (Henricus come de Scounberch). En raison de l'augmentation de leurs domaines dans aujourd'hui l'Innviertel, les Julbach-Schaunberger déménagent leur fief au Schaunburg. En 1382, le comte Henri de Schaunberg vend la forteresse et la seigneurie mises en gage de Julbach, le siège ancestral, à la maison de Wittelsbach, à partir de laquelle la famille n'est appelée que von Schaunburg.
Henri VII de Julbach-Schaunberg, 1355, mort le 9 octobre 1390 ⚭ avant 9 janvier 1362 Ursula von Görz zu Schöneck, Neuhaus und Uttenstein, morte après 1383
- Henri VIII (1380/82–1383), plusieurs filles
- Ulrich II, 1382, ⚭ avant le 18 mars 1386 Elisabeth d'Abensberg, fille de Jean d'Abensberg, morte  en 1423
  1. Georges Ier,1401/04
  2. Jean II de Schaunberg alias Jean Ier zu Achau, Eferding, Erlach, Rabensberg, Lemberg, Mistelbach et Peuerbach, 1424 Landmarschall d'Autriche, 1438 Marschall de Styrie, conseiller royal et maître de la cour impériale, mort le 16 novembre 1453 ;
⚭ vers 1413 Anna von Pettau, morte le 29 mars 1465, enterrée au couvent franciscain de Pupping
    1. Ulrich, mort le 1er octobre ???
    2. Jean II, 1421, mort après 19 octobre 1437
    3. Bernard de Weitenegg, conseiller impérial, 1447 Landmarschall d'Autriche, mort le 8 avril 1473 ;
⚭ avant le 10 août 1430 Agnès de Wallsee, morte le 15 août 1479, fille de Reinprecht IV de Walsee et de Catherine de Rosenberg
      1. Frédéric, né le 13 juin 1439, 1449 à Sienne, mort le 4 octobre 1494 à Salzbourg, enterré à l'abbaye Saint-Pierre, 1469 Domherr, 1484 prêtre de la ville de Salzbourg, 1485 prévôt de Sankt Andrä, 1489 électeur, 1490 archevêque de Salzbourg
      2. Siegmund III, mort en 1536
      3. Ladislaus, mort le 16 juillet 1475
      4. Georges II zu Frankenburg, Kammer, Neuattersee, Seisenegg et Neumarkt, mort le 7 mars 1491 au Schaunburg, enterré à Wilhering;
⚭ avant le 12 novembre 1484 Marie-Marguerite de Starhemberg, née en 1469, morte en 1522, fille de Hans de Sprinzenstein et d'Élisabeth de Hohenberg
        1. Elisabeth, née en 1491, morte le 30 août 1512 ;
⚭ avant 26 mai 1503 Jean Prueschenk comte de Hardegg et im Machland, mort le 27 juillet 1535 à Liegnitz

    4. Albert, 1448 étudiant à Vienne, 1451 à Bologne, In utroque jure, né en 1430, mort le 15 août 1473 en tombant de cheval, 1444 Domherr de Passau, 1445-1461 prévôt de Saint-Étienne de Vienne
    5. Wolfgang Ier, 1448 étudiant à Vienne, commandant impérial, mort le 30 juillet 1484, enterré à Pupping
    6. Ludwig, mort le 9 août 1427
    7. Ludwig, 1448 étudiant à Vienne, mort le 19 juin 1453
    8. Elisabeth, née en 1437, mort en août 1461;
⚭ avant le 25 février 1444 Ulrich comte d'Oettingen zu Flochberg, mort le 28 mai 1477
    9. Barbara, mort après 1492;
⚭ avant le 24 juin 1457 Duyn Frangepan comes de Vegilia, morte après le 14 juin 1487
    10. Agnès, morte en 1457, enterrée à Pupping;
⚭ avant le 24 septembre 1453 Henri IV de Rosenberg, mort à Vienne le 25 mars 1457
    11. Siegmund I, commandant impérial, 1489 Obersterbmarschall d'Autriche, mort le 2 octobre 1498, enterré à Pupping;
⚭ Barbara de Wallsee, mort à Niederwallsee le 15 novembre 1505, fille de Reinprecht V von Walsee et de Marguerite de Starhemberg
      1. Frédéric, mort jeune
      2. Bernard, mort jeune
      3. Wolfgang, mort jeune

    12. Ulrich III zu Frauenheim, Klein-Sölk, Rabensberg et Lemberg, 1449 Oberster Landmarschall en Styrie, 1460-1463 Landeshauptmann de Krain, mort le 27 décembre 1484 ;
⚭ premier mariage avec Barbara ;
⚭ Marguerite de Kraig, morte le 6 juin 1492, fille d'André et Catherine de Rohr (⚭ le 22 octobre 1488 en deuxièmes noces avec Guillaume d'Auersperg zu Krumau am Großsen Kamp, mort en 1506
      1. Jean III, 1478, mort en 1490
      2. Siegmund, mort jeune
      3. Werner, mort jeune
      4. Genoveva, 1486, mort en 1519;
⚭ 1498 Jean de Liechtenstein, Herr zu Niklasburg
      5. Georges III zu Mistelbach, Peuerbach, Erlach, Stauff, Aschach, Neumarkt, Obersterbmarschall d'Autriche et de Styrie, 1544 protestant, né en 1472, mort après le 10 avril 1554 à Eferding;
⚭ Genoveva comtesse d'Arco, morte après 1554, fille du comte André d'Arco et de Barbara di Martinengo
        1. Jean IV, protestant, mort à Linz le 31 mai 1551 ;
⚭ à Wels Begina de Polheim, née le 30 janvier 1522, morte le 2 octobre 1572 à Wels, fille de Siegmund Ludwig zu Perg und Steinhaus et d'Anna Eckertsau zu Bockfliess (
⚭ en secondes noces le 30 juillet 1553 avec Érasme de Starhemberg zu Wildberg, protestant, mort le 3 septembre 1560)
        2. Andreas, 1527/39, mort vers 1540
        3. Susanna
        4. Wolfgang II zu Eferding und Oberwallsee, né en 1512, mort le 12 juin 1559 à Eferding;
⚭ à Vienne le 13 février 1539 Anna de Salamanca von Ortenburg, morte le 26 juillet 1569 à Eferding, fille de Gabriel de Salamanque-Ortenburg et d'Elisabeth d'Eberstein
        5. Anna, née en 1513, morte en 1551;
⚭ à Linz le 25 novembre 1529 (1540) Érasme de Starhemberg zu Wildberg
        6. Magdalena, morte  vers 1560 ;
⚭ 4 août 1537 Kaspar Pflug von Rebenstein zu Petschau, Tachau, Schluckenau und Kuttenplan, protestant, mort à Falkenau en 1585
        7. Itha, 1554/59, mort en 1568
        8. Elisabeth

## Source, notes et références
- (de) Cet article est partiellement ou en totalité issu de l’article de Wikipédia en allemand intitulé « Grafschaft Schaunberg » (voir la liste des auteurs).